# Không gian Hausdorff
Trong tô pô và các ngành có liên quan của toán học, một không gian Hausdorff, không gian tách được hoặc không gian T2 là một không gian tô pô mà hai điểm khác biệt luôn có các lân cận tách rời nhau. Trong số nhiều tiên đề tách có thể được áp đặt trên một không gian tôpô,"điều kiện Hausdorff"(T2) được sử dụng và thảo luận thường xuyên nhất. Nó ngụ ý tính duy nhất của các giới hạn của dãy, lưới và bộ lọc.

## Định nghĩa

Các điểm x và y được tách biệt bởi các vùng lân cận U và V.

Hai điểm {\displaystyle x} và {\displaystyle y} trong một không gian tôpô {\displaystyle X} có thể được tách biệt bởi các lân cận mở nếu tồn tại một lân cận {\displaystyle U} của {\displaystyle x} và một lân cận {\displaystyle V} của {\displaystyle y} sao cho {\displaystyle U\cap V=\emptyset }. {\displaystyle X} là một không gian Hausdorff nếu tất cả các điểm khác biệt trong {\displaystyle X} được tách biệt đôi một. Điều kiện này là tiên đề tách thứ ba (sau {\displaystyle T_{0},T_{1}}), đó là lý do tại sao không gian Hausdorff cũng được gọi là không gian {\displaystyle T_{2}}. Không gian Hausdorff đôi khi cũng được gọi là không gian tách được.
Không gian Euclid, các đường cong, các mặt cong, các đa tạp,... đều là các không gian Hausdorff.

## Phản ví dụ
- Các không gian étalé thường là các không gian phi-Hausdorff.
- Các không gian phổ thường là các không gian phi-Hausdorff. Chẳng hạn ta không thể tách biệt một điểm generic {\displaystyle p} của một không gian con {\displaystyle V} với bất cứ điểm nào thuộc {\displaystyle V} (vì {\displaystyle \{p\}} trù mật trong {\displaystyle V} nên nó giao với mọi tập mở).